# هتل آرچابیل عشق‌آباد
هتل ارچابیل عشق‌اباد (به لاتین: Archabil Hotel Ashgabat) یک هتل در ترکمنستان است که در عشق‌آباد واقع شده است.